# Chiesa di San Michele Arcangelo (Bellona)
La Chiesa di San Michele Arcangelo è un edificio di culto nel comune di Bellona, in Provincia di Caserta. Essa si trova nelle immediate vicinanze della Chiesa di San Secondino.

## Storia
Il culto di San Michele Arcangelo si è diffuso in Terra di Lavoro da molti secoli, a partire dalla città di Capua, per poi estendersi a ciascuno dei suoi 36 casali, tra cui Bellona. Nel 1721 a Bellona viene fondata la Congrega di San Michele Arcangelo, una Confraternita esistente ancora oggi, nella Chiesa di San Secondino, che successivamente dispone la costruzione della chiesa di San Michele Arcangelo nel 1760 in prossimità della attuale Piazza Umberto I.
Durante la Seconda guerra mondiale la chiesa di San Michele Arcangelo è tristemente coinvolta nell'eccidio dei 54 Martiri di Bellona: all'interno della navata, il 7 ottobre 1943, vengono riuniti 150 cittadini di ogni età e ceto sociale, convinti dai nazisti di dover partire per andare a lavorare, senza sapere che 54 di loro saranno trucidati in una cava di tufo alle porte del paese in una delle stragi naziste più efferate nell'Italia meridionale.